# Nghi ngờ

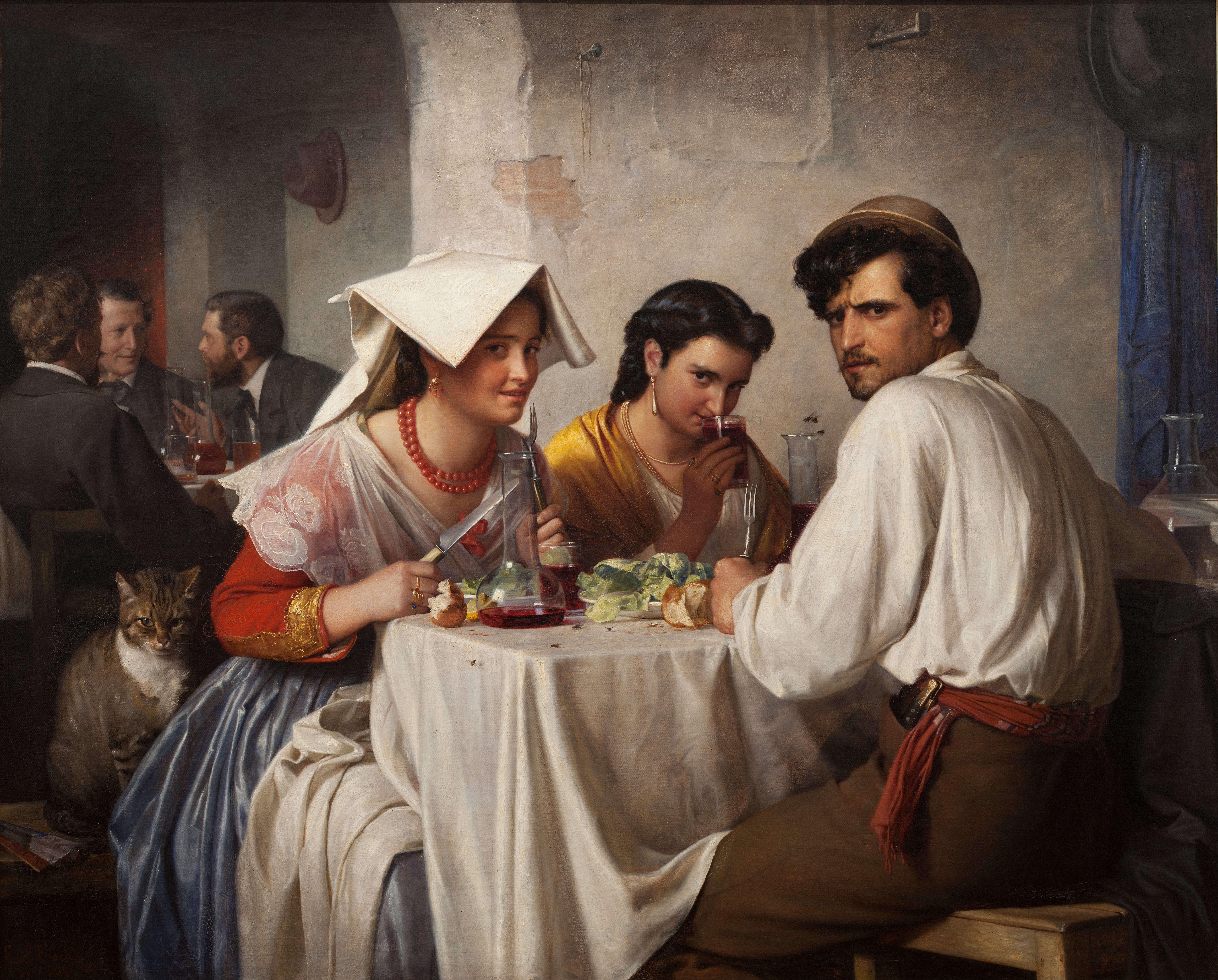
Họa phẩm về những ánh mắt nghi ngờ

Nghi ngờ

Nghi ngờ là một trạng thái trong đó tâm trí phải đứng giữa hai hoặc nhiều đề xuất mâu thuẫn và không thể chấp nhận bất kỳ đề xuất nào trong số đó. Nghi ngờ về mức độ tình cảm là sự thiếu quyết đoán giữa tin tưởng và không tin. Nó có thể liên quan đến sự không chắc chắn, không tin tưởng hoặc thiếu niềm tin vào một số sự kiện, hành động, động cơ hoặc quyết định nào đó. Nghi ngờ có thể dẫn đến trì hoãn hoặc từ chối hành động liên quan do lo ngại sẽ hành động sai lầm hoặc sẽ đánh mất cơ hội.

## Định nghĩa
Khái niệm nghi ngờ như trạng thái treo giữa hai mệnh đề mâu thuẫn bao trùm một loạt các hiện tượng: ở một mức độ của tâm trí liên quan đến lý luận, kiểm tra các sự kiện bằng chứng và ở mức độ cảm xúc là giữa tin tưởng và không tin tưởng.
Trong thần học tiền hiện đại được gọi chung là "tiếng nói của một lương tâm không chắc chắn" và quan trọng là phải nhận ra điều đó, bởi vì khi nghi ngờ "cách an toàn hơn là không hành động gì cả".

## Xã hội
Nghi ngờ đôi khi có xu hướng kêu gọi lý trí. Nghi ngờ có thể kích thích mọi người do dự trước khi hành động, và/hoặc áp dụng các phương pháp nghiêm ngặt hơn. Nghi ngờ có tầm quan trọng đặc biệt như dẫn đến sự hoài nghi hoặc không chấp nhận.
Chính trị, đạo đức và pháp luật, với các quyết định thường quyết định tiến trình của cuộc sống cá nhân, rất quan trọng đối với sự nghi ngờ thường thúc đẩy các quá trình đối nghịch phức tạp để lọc ra tất cả các bằng chứng có sẵn.
Về mặt xã hội, sự nghi ngờ tạo ra một bầu không khí mất lòng tin, bị buộc tội và sẽ dẫn đến sự ngu ngốc hoặc lừa dối từ phía người khác. Một lập trường như vậy đã được thúc đẩy trong xã hội Tây Âu kể từ thời Khai sáng, đối lập với truyền thống và quyền lực.

## Tâm lý học
Lý thuyết phân tâm học của Sigmund Freud coi nghi ngờ (có thể được hiểu là một triệu chứng của một nỗi ám ảnh phát ra từ bản ngã) đến thời thơ ấu, khi bản ngã phát triển. Kinh nghiệm thời thơ ấu được duy trì có thể gây nghi ngờ về khả năng của một người và thậm chí về bản sắc của một người.
Tinh thần nhận thức cũng như các phương pháp tiếp cận tâm linh nhiều hơn để đáp ứng với nhiều nguyên nhân tiềm năng gây nghi ngờ. Trị liệu hành vi - trong đó một người hỏi một cách có hệ thống tâm trí của chính mình nếu nghi ngờ có bất kỳ cơ sở thực tế nào - sử dụng các phương pháp Socrates hợp lý. Phương pháp này trái ngược với những người nói, đức tin Phật giáo, liên quan đến một cách tiếp cận bí truyền hơn để nghi ngờ và không hành động. Phật giáo coi nghi ngờ là một chấp trước tiêu cực vào quá khứ và tương lai. Từ bỏ lịch sử cá nhân trong cuộc sống của một người (khẳng định bản phát hành này mỗi ngày trong thiền định) đóng vai trò trung tâm trong việc giải phóng những nghi ngờ - được phát triển và gắn liền với - lịch sử đó.
Củng cố tiêu cực một phần hoặc không liên tục có thể tạo ra một bầu không khí sợ hãi và nghi ngờ hiệu quả.

## Triết học
Descartes sử dụng nghi ngờ Cartesian như một công cụ phương pháp ưu việt trong các nghiên cứu triết học cơ bản của ông. Các nhánh của triết học như logic dành nhiều nỗ lực để phân biệt sự mơ hồ có thể xảy ra và chắc chắn. Phần lớn những điều phi lý dựa trên những giả định mơ hồ, dữ liệu đáng ngờ hoặc kết luận không rõ ràng, với những lời hoa mỹ, minh oan và lừa dối đóng vai trò quen thuộc của chúng.

## Thần học

Sự đáng kinh ngạc của Saint Thomas của Caravaggio.

Nghi ngờ rằng những vị thần tồn tại có thể tạo thành cơ sở của thuyết bất khả tri - niềm tin rằng người ta không thể xác định sự tồn tại hoặc không tồn tại của những vị thần. Nó cũng có thể hình thành các thương hiệu khác của chủ nghĩa hoài nghi, chẳng hạn như chủ nghĩa Pyrros, không có lập trường tích cực liên quan đến sự tồn tại của các vị thần, và duy trì sự nghi ngờ. Ngoài ra, nghi ngờ về sự tồn tại của các vị thần có thể dẫn đến sự chấp nhận một tôn giáo cụ thể: so sánh Đánh cuộc của Pascal. Nghi ngờ về một nền thần học cụ thể, kinh điển hoặc chủ nghĩa thần linh, có thể đặt câu hỏi về sự thật của tập hợp niềm tin của thần học đó. Mặt khác, nghi ngờ đối với một số học thuyết nhưng lại chấp nhận những học thuyết khác có thể dẫn đến sự phát triển của dị giáo và/hoặc sự tách ra khỏi các giáo phái hoặc các nhóm tư tưởng. Do đó, những người theo đạo Tin lành đã nghi ngờ thẩm quyền của giáo hoàng và thay thế nó bằng các phương pháp quản trị trong các nhà thờ mới (nhưng hầu hết vẫn tương tự với Công giáo).
Kitô giáo thường tranh luận về sự nghi ngờ trong các bối cảnh của sự cứu rỗi và sự cứu chuộc cuối cùng ở một thế giới bên kia. Vấn đề này đã trở nên đặc biệt quan trọng trong đạo Tin lành, chỉ đòi hỏi sự chấp nhận của Giêsu, mặc dù các phiên bản Tin lành đương đại hơn đã phát sinh trong các nhà thờ Tin lành một phiên bản giống với Công giáo. 

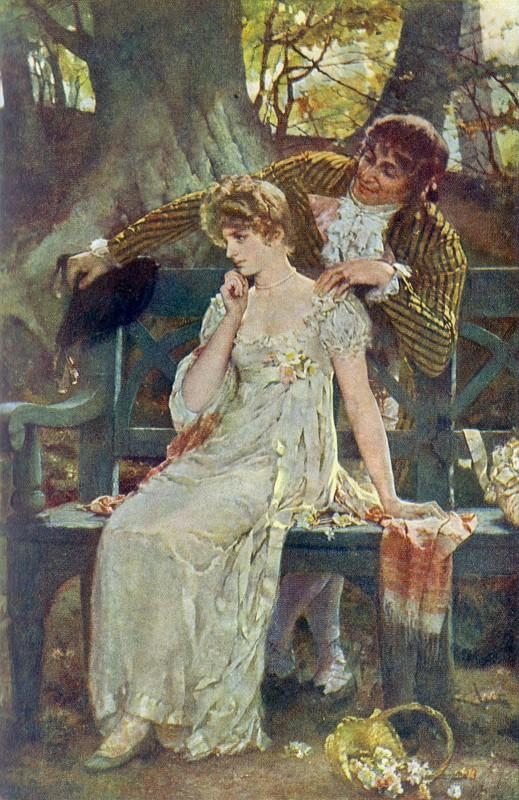
Nghi ngờ, tranh của Henrietta Rae, 1886